# Puttin' on the Ritz (Taco Ockerse)
Puttin' on the Ritz is een bewerking door Taco Ockerse. Oorspronkelijk werd deze compositie van Irving Berlin uit 1930 vooral bekend in de uitvoering van Fred Astaire in film Blue Skies met nieuwe (hippere) woorden van Berlin en vooral met legendarische danspasjes. Na de versie van Taco werd het nummer gecoverd door diverse andere artiesten.

## Hitnoteringen
In Nederland haalde Puttin' on the Ritz geen topnotering. In Amerika had het nummer veel meer succes: het bereikte een vierde plaats in de Billboard Hot 100, een eerste plaats in de Cashbox Top 100 en verkocht in Amerika meer dan een miljoen exemplaren. (Dat laatste gebeurde slechts met vier andere Nederlandse singles: Venus van Shocking Blue, Ma belle amie van Tee Set, How Do You Do van Mouth & MacNeal en Give me everything van Afrojack c.s.).

### Nederlandse Top 40
| Positie: | 27 | 15 | 12 | 12 | 24 | 39 | uit |

### Nationale Hitparade
| Positie: | 45 | 26 | 23 | 20 | 18 | 22 | 30 | 43 | uit |

### Cash Box Top 100
| Positie: | 83 | 72 | 57 | 46 | 36 | 31 | 24 | 16 | 8  | 5  | 4  | 4  | 1   |
| Week:    | 14 | 15 | 16 | 17 | 18 | 19 | 20 | 21 | 22 | 23 | 24 | 25 | 26  |
| Positie: | 1  | 4  | 6  | 9  | 15 | 22 | 32 | 58 | 66 | 74 | 89 | 98 | uit |